# آدم لافي
آدم لافي (بالإنجليزية: Adam Levy)‏ هو عازف جاز أمريكي، ولد في 27 نوفمبر 1966 في لوس أنجلوس في الولايات المتحدة.

## وصلات خارجية
- الموقع الرسمي
- آدم لافي على موقع IMDb (الإنجليزية)
- آدم لافي على موقع ميوزك برينز (الإنجليزية)
- آدم لافي على موقع ديسكوغز (الإنجليزية)